# Gabriel Maureta Aracil
Pour les articles homonymes, voir Aracil.

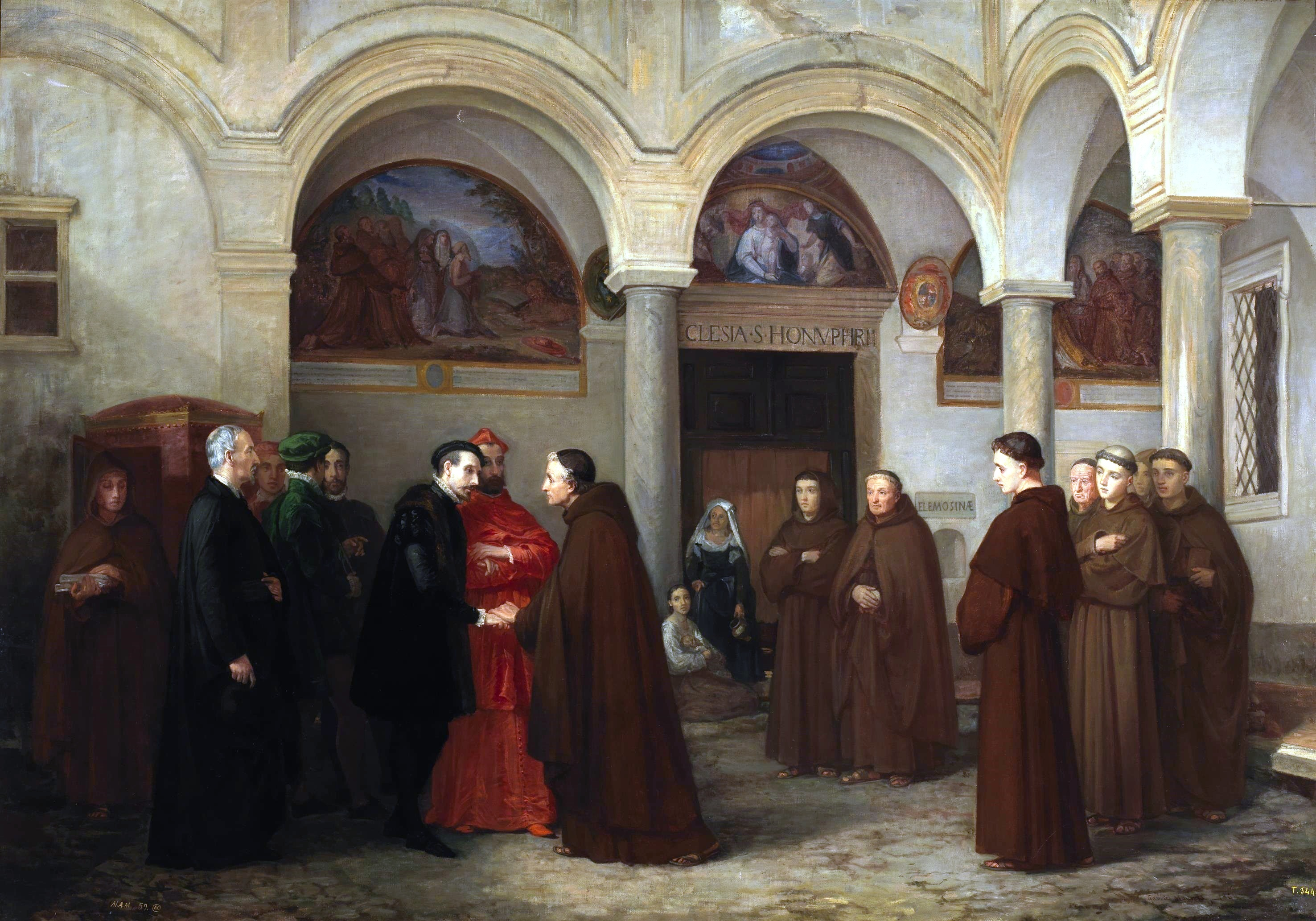
Le Tasse se retirant au couvent de Sant'Onofrio, 1864, Madrid, musée du Prado.

Gabriel Maureta Aracil né le 30 mars 1832 à Barcelone et mort le 22 mai 1912 à Madrid, est un peintre espagnol.

## Biographie
Monté très jeune à Madrid, Aracil y a reçu une solide formation auprès d’Antonio María Esquivel et de Federico de Madrazo. En 1853, il s’installe à Paris, où il termine sa formation avec Michel Dumas et Adrien Dauzats. En 1854, il effectua un premier voyage à Rome. À son retour à Madrid, il se consacre de préférence à la peinture d’histoire. Exposant à l’Exposition nationale des Beaux-Arts à Madrid de 1858, 1864 et 1881, il reçut plusieurs médailles d’honneur, ainsi qu’à celle de Barcelone en 1866. Certains de ses tableaux ont été acquis par le gouvernement pour le Musée national. Il a également participé à l’Exposition universelle de 1867 à Paris. En 1876, il a reçu la médaille de l’Exposition du centenaire.
Installé à Rome, au début des années 1880, il y a connu une intense activité artistique.

## Sources
1. ↑  (en) « Gabriel Maureta Aracil », extrait de la notice dans le dictionnaire Bénézit , sur Oxford Art Online, 2011 (ISBN 9780199773787)
2. ↑  Musée d'Orsay
3. ↑  (es) Museo del Prado, Maureta y Aracil Gabriel

- (es) Alfonso E. Pérez Sánchez (dir.), Herbert González Zymla et con la collaboracion de Leticia M. de Frutos Sastre, Catálogo de pinturas de la Real Academia de la Historia, Madrid, Real Academia de la Historia, 2003, 333 p., 30 cm (ISBN 978-84-95983-26-8, lire en ligne), p. 286.